# Большая Пера (приток Лемъю)
Большая Пера — река в России, протекает по району Сосногорск Республики Коми. Длина реки составляет 47 км.
Начинается из болота, лежащего среди берёзово-еловой тайги. В самых верховьях течёт на юго-восток, затем поворачивает на северо-восток. Течёт в окружении елово-сосновой и елово-берёзовой тайги. В 34 км от посёлка Малая Пера меняет направление течения на северное. В нижнем течении меандрирует. Устье реки находится в 147 км по правому берегу реки Лемъю.
Основной приток — река Асыввож, впадает слева в 27 км от устья.

## Данные водного реестра
По данным государственного водного реестра России относится к Двинско-Печорскому бассейновому округу, водохозяйственный участок реки — Печора от водомерного поста у посёлка Шердино до впадения реки Усы, речной подбассейн реки — бассейны притоков Печоры до впадения Усы. Речной бассейн реки — Печора.
Код объекта в государственном водном реестре — 03050100212103000061104.